# Episodi di Designated Survivor (prima stagione)
La prima stagione della serie televisiva Designated Survivor, composta da 21 episodi, è stata trasmessa negli Stati Uniti per la prima volta dall'emittente ABC dal 21 settembre 2016.
In Italia gli episodi sono usciti settimanalmente sulla piattaforma on demand Netflix dal 6 novembre 2016.
| n° | Titolo                   | Titolo italiano          | Prima TV USA      | Prima TV Italia  |
| -- | ------------------------ | ------------------------ | ----------------- | ---------------- |
| 1  | Pilot                    | Pilot                    | 21 settembre 2016 | 6 novembre 2016  |
| 2  | The First Day            | Il primo giorno          | 28 settembre 2016 | 13 novembre 2016 |
| 3  | The Confession           | La confessione           | 5 ottobre 2016    | 20 novembre 2016 |
| 4  | The Enemy                | Il nemico                | 12 ottobre 2016   | 27 novembre 2016 |
| 5  | The Mission              | La missione              | 26 ottobre 2016   | 4 dicembre 2016  |
| 6  | The Interrogation        | L'interrogatorio         | 9 novembre 2016   | 11 dicembre 2016 |
| 7  | The Traitor              | Il traditore             | 16 novembre 2016  | 18 dicembre 2016 |
| 8  | The Results              | I risultati              | 30 novembre 2016  | 25 dicembre 2016 |
| 9  | The Blueprints           | Il piano                 | 7 dicembre 2016   | 26 dicembre 2016 |
| 10 | The Oath                 | L'inaugurazione          | 14 dicembre 2016  | 26 dicembre 2016 |
| 11 | Warriors                 | Warriors                 | 8 marzo 2017      | 29 marzo 2017    |
| 12 | The End of the Beginning | L'inizio della fine      | 15 marzo 2017     | 5 aprile 2017    |
| 13 | Backfire                 | Ritorno di fiamma        | 22 marzo 2017     | 12 aprile 2017   |
| 14 | Commander-in-Chief       | Comandante in capo       | 29 marzo 2017     | 19 aprile 2017   |
| 15 | One Hundred Days         | Cento giorni             | 5 aprile 2017     | 26 aprile 2017   |
| 16 | Party Lines              | Le direttive del partito | 12 aprile 2017    | 3 maggio 2017    |
| 17 | The Ninth Seat           | Il nono seggio           | 19 aprile 2017    | 10 maggio 2017   |
| 18 | Lazarus                  | Lazzaro                  | 26 aprile 2017    | 17 maggio 2017   |
| 19 | Misalliance              | Alleanza improbabile     | 3 maggio 2017     | 24 maggio 2017   |
| 20 | Bombshell                | Notizia bomba            | 10 maggio 2017    | 31 maggio 2017   |
| 21 | Brace for Impact         | Prepararsi all'impatto   | 17 maggio 2017    | 7 giugno 2017    |

## Pilot
- Titolo originale: Pilot
- Diretto da: Paul McGuigan
- Scritto da: David Guggenheim

### Trama
Tom Kirkman è il segretario della Casa e dello sviluppo urbano dell'amministrazione Richmond, rivestendo anche il ruolo di "sopravvissuto designato" che gli impone, in caso di morte improvvisa del Capo dello Stato e dei propri successori diretti, di essere nominato presidente degli Stati Uniti per direttissima. Tom sta assistendo da un bunker al discorso sullo stato dell'Unione di Richmond, quando all'improvviso salta il collegamento video e si sente una violenta esplosione che rade al suolo il Campidoglio.
Quindici ore prima. Tom non nasconde la propria delusione per il fatto che il presidente Richmond non intenda citare nessuno dei progetti del suo dicastero nel discorso sullo stato dell'Unione. A questo punto Tom spera di poter trascorrere una tranquilla serata in famiglia, ma viene informato che è stato scelto come "sopravvissuto designato" e quindi dovrà ascoltare il discorso di Richmond da un bunker segreto. Tom ammette candidamente di non sapere cosa comporti essere il "sopravvissuto designato".
Presente. Prelevato dall'FBI, Tom riceve la notizia che il presidente Richmond e l'intero gabinetto sono morti nell'attentato, quindi lo stanno conducendo alla Casa Bianca per prestare il giuramento che lo renderà il nuovo presidente degli Stati Uniti. Tom entra in attrito con il generale Cochrane che vorrebbe un'immediata prova di forza nei confronti dell'Iran, il quale sta approfittando del caos per impossessarsi del cruciale Stretto di Hormuz; Tom non intende cedere a tentazioni bellicistiche che possano includere l'utilizzo di armi nucleari, sentendosi rispondere dal generale che il Paese in questo momento avrebbe bisogno di un leader forte e non di un semplice funzionario ministeriale ritrovatosi comandante in capo per puro caso. Intanto, l'agente dell'FBI Hannah Wells assiste al disinnesco di una bomba trovata nelle vicinanze dell'esplosione, identificata come un ordigno di fabbricazione sovietica che potrebbe provenire da uno dei Paesi mediorientali in cui l'allora URSS aveva le proprie colonie. Hannah è convinta che, chiunque sia il responsabile dell'attentato, potrebbe non aver ancora finito.
Preso possesso dello Studio Ovale e messi al sicuro i propri figli Leo e Penny, Tom riceve l'ambasciatore iraniano a cui chiede conto di quanto sta avvenendo nello Stretto di Hormuz, paventando possibili gravi conseguenze per l'Iran qualora non receda dalle proprie intenzioni. Congedato l'ambasciatore, Tom prende posto alla scrivania e si appresta a parlare alla Nazione.
- Guest star: Mckenna Grace (Penny Kirkman), Kevin McNally (Harris Cochrane), Malik Yoba (Jason Atwood), Arjay Smith (Nolan), Alex Quijano (Lawrence), Richard Berkins (Presidente Robert Richmond), Peter Outerbridge (Charlie Langdon), Rothaford Gray (Segretario della difesa), Krista Morin (Direttore dell'FBI), Doug MacLeod (Segretario di stato), Elias Zarou (Ambasciatore Ahmed Fayad), Tyler Burton (Caleb), Darlene Cooke (Giudice), Robin Cunningham (Sindaco Scott Cameron).
- Ascolti USA: 10.4 milioni[2]

## Il primo giorno
- Titolo originale: The First Day
- Diretto da: Brad Turner
- Scritto da: Jon Harmon Feldman (soggetto); David Guggenheim (sceneggiatura)

### Trama
Il discorso di Tom non ha fatto breccia nei media, convinti che servirebbe un presidente più forte per affrontare questa situazione eccezionale. Mentre a Washington regna il caos, in Michigan il governatore James Royce sta aizzando la polizia contro i quartieri musulmani, dove a suo dire va cercato il mandante dell'attentato; Royce non intende affatto sottomettersi alla superiore autorità di un presidente verso il quale dice di non nutrire alcuna fiducia. Hannah resta dell'idea che gli attentatori non hanno volutamente fatto esplodere la bomba ritrovata intatta.
Alla Casa Bianca si presenta la deputata Kimble Hookstraten, "sopravvissuto designato" del Partito Repubblicano; nonostante vanti un'esperienza politica superiore rispetto a quella di Tom, Hookstraten si mette a disposizione del nuovo presidente e accetta il suo invito a recarsi insieme alle macerie del Campidoglio. Il Generale Cochrane indica la cellula terroristica Al-Sakar quale responsabile dell'attentato, pur dovendo ammettere che l'attendibilità di questa ipotesi è pari al 75%; Tom nega l'avallo a ogni iniziativa finché i servizi segreti non saranno sicuri al 100% di chi sia il colpevole. Hannah vorrebbe esporre al presidente la sua teoria sulla bomba, ma il vicedirettore dell'FBI Jason Atwood glielo impedisce. Alex, moglie di Kirkland e nuova first lady, rimprovera Leo di non aver impedito alla sorellina Penny di guardare i notiziari, in cui si è visto il padre portato via d'urgenza dal luogo del disastro perché un uomo gli si stava avvicinando con fare minaccioso.
Tom è alla ricerca di una soluzione per il Michigan che non inneschi una crisi costituzionale, soprattutto dopo che è giunta la notizia della morte di Danny Fayad, un diciassettenne musulmano aggredito dalla polizia. Sfruttando Hookstraten che è compagna di partito di Royce, Tom riesce a costringere il governatore a ordinare la ritirata alla polizia. Hannah sta esaminando la situazione relativa a vittime e dispersi, quando giunge la voce che è stato trovato un sopravvissuto.
- Guest star: Malik Yoba (Jason Atwood), Kevin McNally (Harris Cochrane), Michael Gaston (Governatore John Royce), Mckenna Grace (Penny Kirkman), Virginia Madsen (Kimble Hookstraten), Steven Lee Merkel (Vice direttore CIA).
- Ascolti USA: 7.97 milioni[3]

## La confessione
- Titolo originale: The Confession
- Diretto da: Sergio Mimica-Gezzan
- Scritto da: Jennifer Johnson e Paul Redford

### Trama
Il sopravvissuto, al momento l'unico della strage, è il giovane deputato Peter MacLeish. La Casa Bianca è vittima di un attacco hacker che preannuncia l'arrivo di un video del leader di Al-Sakar, Majid Nassar, in cui rivendica la paternità dell'attentato; Tom tergiversa sulla divulgazione del filmato all'opinione pubblica, volendosi prima assicurare che sia autentico. Mentre sta sistemando la camera dei figli, Alex trova un sacchetto di droga e un fascio di banconote nel cassetto di Leo.
Tom viene intervistato dalla giornalista Elizabeth Vargas che gli chiede se è vero, come risulta da fonti interne, che lo stesso giorno dell'attentato il presidente Richmond lo aveva licenziato; Tyler, il figlio del suo predecessore, vuole impedirgli di tenere l'elogio funebre e Tom ne rispetta la volontà, ma resta spiazzato quando al suo posto viene chiamata Hookstraten. Inaspettatamente il video di Al-Sakar trapela sui media e Tom punta il dito contro Hookstraten, la quale aveva manifestato la volontà di dare un nemico in pasto al popolo americano. Tom scopre in seguito che a divulgare il filmato è stato invece il suo segretario Aaron Shore; Aaron si vanta che, grazie a questa mossa, il presidente ha guadagnato il sostegno perso con l'intervista alla Vargas. Hannah si accorge che il collegamento video con il Congresso è saltato una trentina di secondi prima dell'esplosione, insospettendosi per la presenza di una donna che era intenta a scattare fotografie con il cellulare.
Tom comunica alla fidata assistente Emily Rhodes che ha deciso di nominare Aaron capo di gabinetto, nonostante sapesse che lei ambiva più di tutti a quella carica; il presidente la rassicura che terrà sempre conto della sua opinione. Visionando il filmato recuperato dal cloud della donna presente al discorso di Richmond, Hannah si accorge che MacLeish non era al proprio posto quando c'è stata l'esplosione. Aaron riceve un dossier su Tom.
- Guest star: Malik Yoba (Jason Atwood), Kevin McNally (Harris Cochrane), Ashley Zukerman (Peter MacLeish), Colin Woodell (Tyler Richmond), Nicholas Massouh (Majid Nassar), Mckenna Grace (Penny Kirman), Virginia Madsen (Kimble Hookstraten), Jake Epstein (Chuck Russink), Steven Lee Merkel (Vice direttore CIA).
- Ascolti USA: 7.05 milioni[4]

## Il nemico
- Titolo originale: The Enemy
- Diretto da: Paul Edwards
- Scritto da: Dana Ledoux Miller e Jon Harmon Feldman

### Trama
Royce torna alla carica, facendosi forte dell'intervista della Vargas in cui Tom appare un presidente delegittimato, per ripristinare il coprifuoco in Michigan, scatenando la rabbia delle associazioni islamiche che si preparano a scendere in piazza. Tom manda Emily in Michigan come osservatrice delle proteste, ma Royce la tiene in ostaggio in aeroporto quale persona non gradita della a suo dire "illegittima" amministrazione Tom. Hannah ragguaglia Jason sulle scoperte fatte a proposito di MacLeish, nel frattempo dimesso dall'ospedale, venendo però invitata dal proprio superiore a non mettere in dubbio la rettitudine di un fedele servitore dello Stato.
Tom tenta di federalizzare la guardia nazionale del Michigan, ma il generale Muñoz si dichiara fedele al governatore Royce. Emily prende in mano la situazione, facendo accorrere i manifestanti in aeroporto, consapevole che Royce non avrebbe mai il coraggio di sparare alla folla in diretta televisiva. Tom licenzia Cochrane dopo che questi aveva organizzato, senza il suo permesso, un attacco alle difese aeree dell'Algeria, dove si sospetta sia nascosto Majid Nassar. Aaron nomina portavoce della Casa Bianca Seth Wright, ghostwriter del presidente e decisamente abile nella gestione dei rapporti con i giornalisti.
Emily convince Royce a seguirla a Washington per incontrare il presidente; non appena il governatore scende dall'aereo, Tom ne ordina l'arresto per tradimento. Hannah riceve una telefonata anonima che le dice di trovare la "stanza numero 105" per saperne di più su MacLeish. Tom ordina all'Ammiraglio Chernow, il nuovo capo delle forze armate, di sferrare l'attacco all'Algeria.
- Guest star: Malik Yoba (Jason Atwood), Kevin McNally (Harris Cochrane), Ashley Zukerman (Peter MacLeish), Michael Gaston (Governatore John Royce), Paulino Nunes (Direttore Carrera), Lara Jean Chorostecki (Beth MacLeish), Mykelti Williamson (Ammiraglio Chernow), Virginia Madsen (Kimble Hookstraten), Ben Lewis (Carter), George Tchortov (Catalan), Darrin Baker (Duncan), Mark A. Owen (Generale Munoz), Zack Smadu (Isaac Essaway), Paula Rivera (Maria Serrano).
- Ascolti USA: 7.00 milioni[5]

## La missione
- Titolo originale: The Mission
- Diretto da: Paul Edwards
- Scritto da: Sang Kyu Kim e Michael Russell Gunn

### Trama
Tom viene informato che Nassar, su segnalazione pervenuta dal Ministero degli esteri algerino, ha abbandonato il proprio nascondiglio ed è asserragliato nel seminterrato di un ospedale. Volendo evitare un bombardamento che causerebbe una carneficina, il presidente autorizza una missione dei SEAL volta a catturare Nassar, autorizzandone comunque l'eliminazione qualora il ricercato dovesse causare problemi. Hannah apprende che la stanza 105 di cui ha sentito parlare è un ufficio nascosto del Campidoglio, recentemente ristrutturato.
Tom convoca Hookstraten e MacLeish nello Studio Ovale per informarli dell'operazione appena autorizzata in Algeria, preparandoli al fatto che essendo gli unici parlamentari sopravvissuti all'attentato uno di loro due sarà il prossimo speaker; non volendo che questa carica vada alla sempre più ostile Hookstraten, Tom incarica Aaron di proporla a MacLeish, il quale però declina l'offerta perché non ha mai voluto accumulare potere. Hannah chiede lumi a Hookstraten sulla ristrutturazione, apprendendo dalla deputata che nei lavori era stato coinvolto un nuovo subappaltatore di nome Margrove.
La missione in Algeria si conclude con la cattura di Nassar, registrando però la perdita del soldato Max Clarkson. Tom comunica al proprio staff che intende offrire la vicepresidenza a MacLeish. Aaron informa Alex che un uomo in carcere va blaterando che Leo Kirkman sarebbe suo figlio e non del presidente; la donna non smentisce. Hannah ha concluso che la stanza 105 era stata costruita con materiale parecchio resistente, rendendola di fatto un vero e proprio rifugio antiaereo.
- Guest star: Dylan Walsh (Comandante Max Clarkson), Malik Yoba (Jason Atwood), Ashley Zukerman (Peter MacLeish), Paulino Nunes (Direttore Carrera), Nicholas Massouh (Majid Nassar), Alex Mallari Jr. (Ispettore capo Edward Marino), Mykelti Williamson (Ammiraglio Chernow), Virginia Madsen (Kimble Hookstraten), Lara Jean Chorostecki (Beth MacLeish).
- Ascolti USA: 5.96 milioni[5]

## L'interrogatorio
- Titolo originale: The Interrogation
- Diretto da: Michael Katleman
- Scritto da: Barbie Kligman e Jenna Richman

### Trama
Un uomo di origine cecena spara all'impazzata sulla Casa Bianca durante il ricevimento con i governatori, dove Tom stava invitando i presenti a recuperare lo spirito di unità nazionale per ricostruire il Paese. Sulla scia della paura innescata dall'arresto di Nassar, il governatore della Florida Rivera blocca un aereo di rifugiati siriani ai quali aveva precedentemente dato l'assenso all'accoglienza. Tom sente di non avere il sostegno dei governatori, i quali minacciano di impedire la formalizzazione delle nomine dei nuovi senatori.
Hannah ottiene l'autorizzazione a interrogare Nassar per capire come una cellula terroristica minore abbia potuto compiere un attentato di questa portata alla prima potenza mondiale. Nassar ammette di essersi preso la responsabilità dell'attentato per coesione di intenti con un'altra organizzazione e che è stato contattato da un certo Catalan. Tom accetta di sottoporsi al fuoco di fila di domande da parte dei governatori. La governatrice dell'Arizona Nichols è disposta ad assicurare al presidente l'appoggio della maggioranza dei governatori, a condizione però che venga immediatamente varato il blocco dell'immigrazione in tutti gli Stati Uniti.
Lisa Jordan, una giornalista appena accreditata alla Casa Bianca, chiede conto a Seth delle voci secondo cui Leo non sarebbe il figlio del presidente. Nassar viene trovato morto in carcere. Tom invita Macleish e la moglie a cena alla Casa Bianca per approfondire il discorso della vicepresidenza.
- Guest star: Malik Yoba (Jason Atwood), Paulino Nunes (Direttore Carrera), Nicholas Massow (Majid Nassar), Ashley Zukerman (Peter MacLeish), Lara Jean Chorostecki (Beth MacLeish), Christine Estabrook (Governatrice Christine Nicholls), David Norona (Governatore Rivera), George Tchortov (Catalan), Sandy Jobin-Bevans (Govenratore Brownley), Murray Furrow (Governatore Mennuti), Melanie Scrofano (Lisa Jordan).
- Ascolti USA: 5.56 milioni[5]

## Il traditore
- Titolo originale: The Traitor
- Diretto da: Frederick E. O. Toye
- Scritto da: Jennifer Johnson e Michael Russell Gunn

### Trama
Convocato alla Casa Bianca per fornire spiegazioni sulla morte di Nassar mentre era sotto custodia, Jason non può mettere Tom al corrente dei sospetti verso MacLeish, a causa della presenza del deputato nello Studio Ovale. Tom si ritrova a dover gestire due grane. Una è la questione legata al figlio Leo, con Seth che riesce a ottenere da Jordan una dilazione di ventiquattro ore all'uscita dell'articolo; l'altra è l'arresto in Russia dell'allenatore della nazionale di basket Brad Weston, in realtà una risorsa della CIA che passava informazioni sugli oligarchi.
L'ambasciatore russo Petrov è a conoscenza del ruolo di spia di Weston, il che significa che il coach potrebbe rischiare la pena di morte. Tom orchestra uno scambio di prigionieri tra Russia e Arabia Saudita, in modo da ottenere il rilascio di Weston; al momento del dunque però il coach non sale sull'aereo che dovrebbe riportarlo a casa, rivelando quindi di essere un doppiogiochista. MacLeish si presenta nell'ufficio di Jason per consegnargli il proprio dossier personale, semplificandogli il lavoro visto che si trova sotto il vaglio dell'FBI per la vicepresidenza; questo atteggiamento finisce per alimentare ulteriormente la diffidenza da parte di Jason, sempre più certo che il deputato nasconda qualcosa. Alex incontra il presunto padre di Leo in carcere; l'uomo baratta il proprio silenzio con l'immediato rilascio in libertà vigilata. Tom decide che è venuto il momento di fugare ogni dubbio, sottoponendosi al test del DNA perché Leo è grande abbastanza da meritare certezze su chi sia il proprio padre.
Seth prova a distogliere Jordan dalla storia di Leo, vendendole l'esclusiva sulle trattative con la Russia per Weston. Aaron ed Emily insistono per annunciare Macleish vicepresidente, ma Tom è rimasto scottato dalla vicenda del coach e vuole quindi essere prudente, aspettando il responso dell'FBI. Hannah trova sul sedile della propria automobile un rapporto sul famigerato Catalan, riconoscendolo nell'inserviente della prigione in cui si trovava Nassar. Jason finisce sotto il ricatto di una donna misteriosa che ha rapito suo figlio Luke.
- Ascolti USA: 5.52 milioni[5]

## I risultati
- Titolo originale: The Results
- Diretto da: Chris Grismer
- Scritto da: Paul Redford e Sang Kyu Kim

### Trama
Alla vigilia delle elezioni che dovranno ricostruire il Congresso dopo l'attentato, mentre sulla stampa si inizia a parlare della morte di Nassar, nel Midwest avvengono alcune morti per esposizione alla ricina che fanno pensare a un attacco batteriologico. Leo viene avvicinato fuori dalla scuola da un giornalista che lo incalza con domande sul proprio padre; siccome il ragazzo pretende risposte, Tom si sottopone immediatamente al test per fugare ogni dubbio. Hannah pedina Jason che riceve dalla rapitrice di Luke le condizioni da dettare a Tom.
Si scopre che gli infettati con la ricina sono tutti poll men, i volontari addetti alle elezioni, segno che qualcuno vuole mandarle a monte. Jason è costretto ad autoaccusarsi dell'omicidio di Nassar davanti a Tom, implorandolo di farsi arrestare. Il responsabile della ricina è individuato in Walker Lynch, un cittadino membro della cellula anti-governativa nota come I Difensori della libertà. Tom tiene la sua prima conferenza stampa in cui annuncia, sull'esempio di una donna vittima della ricina, che le elezioni si svolgeranno regolarmente e lui stesso andrà a votare per dare il buon esempio agli americani. Ricevuti i risultati del test di paternità, il presidente consegna la busta chiusa a Leo perché sarà lui a decidere se aprirla o meno. Seth scopre che è stata Jones a passare al collega lo scoop su Leo Tom. Aaron convoca Hannah alla Casa Bianca per informarla di quanto accaduto ad Jason, attualmente detenuto in una struttura di massima sicurezza.
Dopo che il presidente insieme al proprio staff sono andati a votare, nonostante la paura le elezioni segnano un'affluenza record. Nonostante Leo abbia scelto di non aprire la busta, Tom legge lo stesso i risultati che confermano la sua paternità. Hannah, grazie al tecnico informatico dell'FBI riescono a mettersi in contatto con la voce che gli ha riferito della stanza numero 105, ricevendo ulteriori piste su cui indagare. MacLeish viene avvicinato dalla stessa donna che ha rapito Luke, rivelando che anche lui è tenuto sotto scacco come Jason.
- Ascolti USA: 5.45 milioni[6]

## Il piano
- Titolo originale: The Blueprint
- Diretto da: Richard J. Lewis
- Scritto da: Dana Ledoux Miller e Michael Russell Gunn

### Trama
Hookstraten è stata eletta speaker della Camera. Un analista della NSA, Gabriel Thompson, sta divulgando su WikiLeaks informazioni riservate sul precedente governo Richmond, mettendone alla berlina tutti gli esponenti ormai morti. Tom sembra essere risparmiato, almeno finché non trapela un promemoria contenente pesanti offese nei confronti dell'influente senatore Hazelton. L'autrice è Emily e Hazelton ne pretende l'immediato licenziamento, altrimenti non fornirà a Tom l'appoggio determinante per far passare la politica economica del suo gabinetto.
Thompson trova riparo nell'ambasciata venezuelana che si rifiuta di consegnarlo agli americani; Aaron va a parlare con il rifugiato per proporgli un incontro di cinque minuti con Tom. Il presidente preferisce sistemare la faccenda Hazelton, del quale ha scoperto che ha avuto un rapporto sessuale con un'impiegata del suo ufficio; Hazelton viene costretto da Tom a dimettersi per non divulgare questo segreto, con Emily che può quindi restare al suo posto. Mentre MacLeish si sottopone all'esame della commissione parlamentare chiamata a valutare le sue credenziali da vicepresidente, Hannah scopre che il deputato e Catalan erano nello stesso squadrone dell'esercito; l'agente dell'FBI chiede alla Hookstraten di allungare i tempi della commissione per darle modo di giungere a una conclusione nelle sue indagini. Hannah apprende da un informatore che il Pentagono ha insabbiato rastrellamenti in ben tre villaggi dell'Afghanistan, il cui responsabile sarebbe proprio MacLeish.
Tom incontra Thompson prima che sia tradotto in carcere, ricevendo da questi il chip contenente le informazioni sottratte alla NSA. Informato che la Hookstraten ha ritardato i tempi della commissione, Tom vuole sapere direttamente da MacLeish se la speaker ha in mano qualcosa di compromettente, ricevendo una risposta negativa. Hannah ha un incidente mentre si stava precipitando al Congresso per testimoniare in commissione. L'esame del chip rivela che il piano dell'attentato al Campidoglio risale al 2013, quindi il traditore è dentro il governo.
- Ascolti USA: 5.18 milioni[7]

## L'inaugurazione
- Titolo originale: The Oath
- Diretto da: Frederick E. O. Toye
- Scritto da: David Guggenheim

### Trama
L'uomo che ha tamponato Hannah tenta di strangolarla, ma l'agente riprende i sensi e riesce a fuggire; l'aggressore si appropria del dossier su MacLeish, nel frattempo diventato ufficialmente vicepresidente. Tom convoca Alan Enright, l'autore del file sull'attentato al Campidoglio, scoprendo che l'unico destinatario ancora in vita a cui era stato inviato è il Generale Cochrane. Nella lista dei sospetti che avrebbero potuto accedere al file c'è anche Aaron, quindi Tom chiede a Emily di aiutarlo a fare luce sulla vicenda.
Hannah trova rifugio a casa del collega Chuck, rintracciando la telefonata della donna misteriosa proveniente da un telefono pubblico. Poiché sia Hookstraten che MacLeish la sera precedente gli hanno fatto il nome di Hannah, Tom vuole incontrarla il prima possibile. Hannah intanto raggiunge Charles Langdon, l'ex segretario di gabinetto di Richmond che tutti credono morto, ma in realtà è nascosto in un luogo isolato; un uomo tenta di sparare a Langdon, Hannah risponde al fuoco e lo uccide.
Beth MacLeish sprona il dubbioso marito Peter a recarsi all'Inauguration Day, ricordandogli che è stato risparmiato perché parte di un disegno importante, volto a far tornare gli Stati Uniti il fiorente impero di un tempo. Hannah ha trovato un tesserino nel cappotto della persona uccisa e sempre grazie al collega della divisione informatica dell'FBI riescono a capire che serve per entrare in un palazzo con una buona visuale sul Campidoglio (Washington) e quindi un punto da cui qualcuno sparerà contro Tom durante la cerimonia, uccidendolo non appena MacLeish avrà prestato giuramento e potrà quindi diventare il nuovo presidente. Hannah si precipita a Capitol Hill e spara un colpo verso la finestra a cui il cecchino ha appena fatto altrettanto verso Tom.
- Ascolti USA: 6.18 milioni[8]

## Warriors
- Titolo originale: Warriors
- Diretto da: Stephen Surjik
- Scritto da: Paul Redford e Carol Flint

### Trama
Tom è rimasto ferito dal proiettile che fortunatamente è entrato e uscito, senza danneggiare gli organi vitali. Hannah si rifiuta di deporre sui reati per cui è incriminata, anche se le conseguenze per lei potrebbero essere gravissime. Avvertito che Tom è sopravvissuto, MacLeish vorrebbe tirarsi fuori dalla congiura contro il presidente fintanto che è in tempo, ma Beth lo esorta ad attenersi al piano. Emily informa Alex dei sospetti riguardanti Aaron.
Tom deve essere operato per rimuovere frammenti del proiettile rimasti nel petto; il presidente invoca il venticinquesimo emendamento, cedendo i propri poteri a MacLeish mentre sarà sotto i ferri, ma chiede a Hookstraten di tenerlo d'occhio. Presidente ad interim e speaker si scontrano subito perché MacLeish intende aprire i mercati, con il rischio di affondare le borse mondiali. Il cecchino di Tom è barricato in un deposito e MacLeish dà l'ordine di ucciderlo, affinché non possa più parlare. Aaron si accorge che Emily sta indagando su di lui.
Tom supera brillantemente l'intervento e appare alla finestra per salutare la folla, riuscendo a infondere speranza nel Paese e ad arginare il crollo dei mercati. Hannah ha indirizzato Mike Ritter, la guardia del corpo del Secret Service di Tom, sulla pista di Catalan; Tom la convoca in ospedale per poter ascoltare la sua storia.
- Ascolti USA: 5.86 milioni[9]

## La fine dell'inizio
- Titolo originale: The End of the Beginning
- Diretto da: Mike Listo
- Scritto da: David Guggenheim

### Trama
Hannah riferisce a Tom dello stacco di 34 secondi che avrebbero consentito a MacLeish di raggiungere il rifugio antiaereo prima dell'esplosione. Il presidente, preso atto che non è Al-Sakar la responsabile dell'attentato, incarica Hannah di proseguire le sue indagini nell'ombra. L'agente decide di concentrarsi sulla donna che sta ricattando Jason, ma il vecchio superiore rifiuta di collaborare finché il figlio Luke non sarà al sicuro. Beth rassicura MacLeish che ulteriori attacchi a Tom non sono al momento in programma.
Hannah torna alla carica con Alvin Joyner, un ex commilitone di MacLeish, chiedendogli come mai nella missione di rastrellamento non fosse stato inserito un nominativo; l'evidente disagio di Joyner, precedentemente già sentito dal Bureau, le fanno capire quanto non sia lontana dalla verità. Non contenta della conferenza stampa in cui MacLeish si è vantato dell'abbattimento del cecchino, Hookstraten pretende di incontrare Tom, facendo chiaramente capire ad Aaron che non si fida di lui come capo di gabinetto.
Il piccolo Luke Atwood viene trovato morto nel fiume. La donna ricattatrice si presenta nella sede dell'FBI per chiedere di vedere l'agente Wells. MacLeish incontra Joyner nel Cimitero nazionale di Arlington, dove Hannah sta registrando la loro conversazione e, quando ha sentito abbastanza, esce allo scoperto per arrestarlo; nel frattempo ad Arlington si è precipitata Beth, la quale spara al marito e poi si suicida. Kirman esce dall'ospedale, venendo subito informato da Mike su quanto appena accaduto al suo vice.
- Ascolti USA: 5.74 milioni[10]

## Ritorno di fiamma
- Titolo originale: Backfire
- Diretto da: Tara Nicole Weyr
- Scritto da: Sang Kyu Kim e Pierluigi D. Cothran

### Trama
MacLeish e Beth sono entrambi morti. Tom sceglie la via della trasparenza, dando lui stesso l'annuncio in conferenza stampa senza nascondere la verità sullo svolgimento dei fatti. L'irriverente giornalista Abe Leonard porta alla luce la decisione di MacLeish di sparare a vista al cecchino; a far trapelare la notizia è stata Hookstraten, la quale a sua volta l'aveva saputo da Aaron. Tom invita il suo capo di gabinetto, responsabile di questa pericolosa disattenzione, a prendersi qualche giorno di riposo, rimpiazzandolo provvisoriamente con Emily.
Mentre Seth punta sulla delegittimazione di Leonard per sgonfiare il suo scoop, Hannah interroga Joyner che insiste nel definire MacLeish un eroe di guerra. Per ragioni di sicurezza Alex vorrebbe spostare i figli a Camp David; dapprima riluttante, Tom finisce per accettare una misura evidentemente necessaria. Emily si ritrova a gestire la grana John Forstell, segretario di stato sotto Richmond che ha deciso di lasciare. Forstell dichiara che Cornelius Moss è pronto a tornare in politica e dare tutti i suggerimenti opportuni per la formazione del governo Kirkman.
Tutt'altro che abbattuto dalla campagna diffamatoria nei suoi confronti, Leonard avverte Hookstraten che riuscirà a dimostrare il legame tra MacLeish e il cecchino. Dopo aver salutato moglie e figli, Tom annuncia in diretta televisiva che è stato MacLeish a dare l'ordine di sparare a vista contro il cecchino, esprimendo comunque rispetto per la decisione presa da colui che in quel momento era il presidente. Arrivato a casa, Aaron è avvicinato da Charles Langdon che gli chiede di parlare in un luogo appartato, ma questo incontro è monitorato dall'FBI.
- Ascolti USA: 5.21 milioni[11]

## Comandante in capo
- Titolo originale: Commander-in-Chief
- Diretto da: Frederick E. O. Toye
- Scritto da: Michael Russel Gunn

### Trama
Langdon accetta di parlare con l'FBI, associando l'identità di Claudine Poyet alla donna che ha ricattato Jason e MacLeish. Kirkman riceve Cornelius Moss, lapidario nel giudicare a malapena sufficiente il suo operato da presidente, ricevendo una lista di nomi di personalità fidate per formare un governo autorevole. Langdon rivela che Poyet gli telefonò il giorno dell'attentato affinché Kirkman fosse nominato "sopravvissuto designato".
Naruba, piccolo Stato africano dove Kirkman servì nei Peace Corps, rischia di cadere nelle mani di forze ribelli guidate da un signore della droga. Quando arriva la notizia che quindici cooperanti americani sono finiti nelle mani dei ribelli, Kirkman non ha il coraggio di attaccare perché rischierebbe di causare innumerevoli vittime civili. È Moss a fornirgli una via d'uscita per liberare gli ostaggi senza esercitare l'opzione militare. Aaron rassegna le dimissioni da capo di gabinetto, non volendo essere un peso per Kirkman.
Il presidente prende due importanti decisioni. La prima è nominare Moss segretario di stato, possedendo le conoscenze politiche e l'abilità di prendere decisioni importanti in breve tempo che a lui mancano. La seconda decisione è conferire pieno mandato ad Hannah di scoprire chi sono i cospiratori.
- Ascolti USA: 5.15 milioni[12]

## Cento giorni
- Titolo originale: One Hundred Days
- Diretto da: Kenneth Fink
- Scritto da: Dana Ledoux

### Trama
Kirkman chiede agli americani di far partire da oggi quelli che in gergo politico vengono chiamati "i cento giorni" del nuovo presidente, ovverosia il lasso di tempo in cui sono delineati gli obiettivi programmatici del mandato. Intervenuta a un forum femminile, Alex esprime una posizione contraria alla detenzione delle armi da fuoco, rischiando di mettere in ombra l'agenda politica del marito. Hannah coinvolge Jason nelle indagini, puntando sul suo desiderio di assicurare alla giustizia gli assassini del figlio, ma l'ex vicedirettore non sembra essere ancora rientrato in bolla.
Alex rilascia un'intervista per derubricare a opinione personale la sua uscita sulle armi. Nell'assemblea pubblica che ha deciso di indire per il lancio del programma dei "cento giorni", Kirkman annuncia un vasto programma di lavori pubblici su modello del New Deal di Franklin Delano Roosevelt, dopodiché si schiera al fianco della moglie nella lotta contro le armi da fuoco. Hannah e Chuck scampano per un pelo a un'esplosione ordita dagli uomini di Poyet. Aaron bussa alla porta di Hookstraten che gli propone di lavorare per lei come capo-stratega.
Kirkman lancia un dialogo tra democratici e repubblicani per progetti di legge condivisi, ma la prima divergenza rischia di generarsi proprio sulle armi. Hannah e Jason, nel frattempo tornato al suo fianco, raggiungono un edificio di proprietà della Browning-Reed, il contractor militare dietro cui si nasconderebbe l'organizzazione di Poyet. Costei esce allo scoperto, costringendoli a ucciderla mentre stava estraendo una pistola nascosta. Hannah e Jason trovano progetti di esplosioni, analoghe a quella avvenuta al Campidoglio, ai monumenti simbolo degli Stati Uniti.
- Ascolti USA: 5.19 milioni[13]

## Le direttive del partito
- Titolo originale: Party Lines
- Diretto da: Mike Listo
- Scritto da: Jenna Richman

### Trama
Kirkman deve riuscire a mettere insieme una maggioranza per sostenere il disegno di legge del Senatore Bowman sull’inasprimento dei controlli a carico dei possessori di armi da fuoco. La speaker di minoranza Diana Harris assicura il sostegno dei democratici, tuttavia non sufficiente visto l'alto numero di indipendenti eletti nel nuovo Congresso. Hannah ha scoperto che Poyet si spostava frequentemente in North Dakota, dove aveva sede la Browning-Reed prima che fosse smantellata, e insiste per avere Jason al proprio fianco.
Hookstraten preannuncia a Kirkman che qualche repubblicano moderato è disposto a votare la legge Bowman, auspicando che il testo venga poi modificato alla Camera in un lavoro congiunto di tutte le forze politiche. Kirkman e il suo team iniziano a fare proselitismo tra i repubblicani, ma al contempo qualche democratico medita di sfilarsi. Il disegno di legge ottiene i 51 voti prescritti grazie all'inatteso appoggio della repubblicana Vandenberg, la quale ha cambiato idea dopo aver visto la passione di Alex nel perorare la causa del marito.
Hannah e Jason raggiungono il North Dakota, dove scoprono che non esistono più tracce della Browming Reed. Un tunnel sotterraneo rivela l'esistenza di un vasto arsenale che potrebbe causare danni addirittura peggiori di quelli arrecati al Campidoglio.
- Ascolti USA: 4.82 milioni[14]

## Il nono seggio
- Titolo originale: The Ninth Seat
- Diretto da: Frederick E. O. Toye
- Scritto da: Paul Redford

### Trama
Abe Leonard riesce a incontrare il leader di Al-Sakar che smentisce la responsabilità della sua organizzazione nell'attentato al Campidoglio. Kirkman sottopone ai leader del Congresso la lista dei nove giudici per la Corte Suprema, quattro democratici, altrettanti repubblicani e un indipendente. I repubblicani contestano il giudice indipendente prescelto, tacciandolo di simpatie liberal, e minacciano di non ratificare l'intera lista se non verrà proposto un altro nome; a guidare la fronda è Bowman, in cerca di visibilità dopo il voto sulle armi.
Leonard ha in serbo una seconda bomba, stavolta diretta contro Hookstraten per aver ritardato, in combutta con l'agente federale Wells, il voto della Commissione su MacLeish. Hookstraten si rifiuta di rilasciare dichiarazioni, anche perché spera di incassare la vicepresidenza da Kirkman per l'aiuto datogli sulle armi, benché Emily comunichi ad Aaron che la nomina non è affatto scontata. Per superare lo stallo sulla Corte Suprema Kirkman pensa di proporre Julia Rombauer, la professoressa di diritto che ha stilato la lista originaria, ma la donna è costretta a rifiutare per motivi di salute. Alla fine si decide di lasciare otto giudici in carica, affinché la Corte Suprema possa tornare operativa. Hannah e Jason raggiungono uno sperduto villaggio del North Dakota in cui si tengono raduni di una milizia non nota alle autorità.
Leonard ha ricevuto sul computer di lavoro un link da un gruppo complottista, venendo successivamente invitato a un incontro per informazioni riservate. Hannah e Jason si introducono nel raduno della milizia, assistendo all'atterraggio di un elicottero da cui scende Lozano, meglio noto come il cecchino che ha tentato di uccidere Kirkman.
- Ascolti USA: 5.06 milioni[15]

## Lazzaro
- Titolo originale: Lazarus
- Diretto da: Chris Grismer
- Scritto da: Jennifer Johnson

### Trama
Dopo aver firmato la legge sulle armi in un rinnovato clima di concordia nazionale, Kirkman annuncia a Hookstraten che avvierà la procedura per nominarla vicepresidente. Proprio adesso che è  vicina alla meta, Hookstraten viene messa alla berlina da Politico per affari occulti condotti con la Turchia. Scoperti dalla milizia, Hannah e Jason riescono a fuggire, anche se il secondo rimane ferito alla spalla da una fucilata. Leonard riceve la dritta di indagare su Jason, poiché la Casa Bianca starebbe nascondendo la verità sulla morte di Nassar.
Nonostante Kirkman le abbia manifestato la propria fiducia, Hookstraten finisce sotto inchiesta dalla Camera in quella che appare chiaramente una manovra di Bowman, desideroso di prenderne il posto come speaker. L'autore dell'articolo è Liam Price, un cronista prezzolato che in passato lavorava per Hookstraten, da lei costretto a dimettersi per aver ricevuto denaro dai lobbisti. Hannah ha trovato le prove che l'uomo fatto uccidere dall'FBI su ordine di MacLeish non era Lozano, il quale è effettivamente ancora vivo, bensì un'altra persona.
Hannah mette nel mirino Patrick Lloyd, l'ex ceo della Browning-Reed, convinta che anche lui faccia parte della stessa organizzazione nota come Pax Americana, dal titolo del libretto politico trovato su parecchie automobili in North Dakota. Rientrata nel motel dove alloggia, Hannah è sequestrata da uomini di Lozano. Gli stessi suggeriscono a Leonard di controllare il registro delle visite della Casa Bianca il giorno prima in cui Nassar è stato ucciso.
- Ascolti USA: 5.11 milioni[16]

## Alleanza improbabile
- Titolo originale: Misalliance
- Diretto da: Norberto Barba
- Scritto da: Dana LeDoux Miller e Jenna Richman

### Trama
Tyler Richmond chiede a Tom di impegnarsi per il rinnovo della sovvenzione federale delle arti a favore delle orchestre delle scuole pubbliche. Hookstraten si difende davanti alla Commissione etica della Camera, mettendo sul piatto il vasto curriculum del servizio pubblico che ha reso al Paese. In vista del summit della NATO, la Francia avanza agli Stati Uniti la richiesta di ridurre gli armamenti nucleari in Europa; Tom incarica Moss di seguire il dossier, senza esporsi eccessivamente in assenza di analogo impegno da parte della Russia.
Tom incontra il deputato Saldua, membro della Commissione etica che controlla anche il bilancio federale, per provare a sbloccare il rinnovo della sovvenzione chiesta da Tyler Richmond. Resasi conto di non avere speranze di superare il vaglio della Commissione etica, Hookstraten tratta con Saldua le sue dimissioni in cambio del rifinanziamento della sovvenzione. Jason fa installare un microchip sulla spilla di Patrick Lloyd, scoprendo l'identità della talpa alla Casa Bianca; purtroppo Jason viene sorpreso da Lozano che lo uccide con due colpi di pistola.
Tom non vuole privarsi di Hookstraten, così la nomina segretario dell'Istruzione del suo governo. Hannah riesce a liberarsi dalla sua prigione, ma scopre di trovarsi a bordo di una chiatta in navigazione. Tom parte per il summit NATO a Toronto, il suo primo viaggio all'estero da presidente.
- Ascolti USA: 4.62 milioni[17]

## Notizia bomba
- Titolo originale: Bombshell
- Diretto da: Sharat Raju
- Scritto da: Sang Kyu Kim

### Trama
Tom arriva a Toronto per il summit della NATO, dove punta a convincere gli Stati europei ad accettare la riduzione degli arsenali nucleari. Hannah riesce a entrare nella cabina di comando del mercantile, ma il tentativo di lanciare un SOS non va a buon fine e la donna è nuovamente preda di Lozano. Mike chiede l'aiuto di Chuck per hackerare i sistemi della Browning-Reed. Leonard pubblica la notizia che non è Al-Sakar il mandante dell'attentato, ma Tom non vuole reagire perché sa benissimo che il giornalista ha scritto la verità.
Lo scoop di Leonard manda su tutte le furie Moss, il quale da segretario di Stato pretendeva di essere informato sulla presenza di una talpa alla Casa Bianca. Tom non sa come muoversi, non potendo negare perché commetterebbe spergiuro, ma neanche confermare per non finire a gambe all'aria. La Francia e il Regno Unito minacciano di fare retromarcia sul disarmo nucleare, sostenendo di aver aiutato Tom a dare la caccia al bersaglio sbagliato. Lloyd dà l'ordine di uccidere Leonard, il quale nel frattempo è convocato dall'FBI.
L'SOS lanciato da Hannah consente di individuare il porto di Baltimora quale attracco del mercantile. Tom riesce a convincere la prima ministra francese a non affondare il dossier antinucleare, rinviandone la discussione al successivo summit NATO. Moss perdona Tom, riconoscendogli delle qualità da leader che possono portarlo lontano, anche se ad aspettarlo troverà un Paese in cerca di risposte. Mentre l'FBI fa irruzione sul mercantile, Hannah scopre di trovarsi nel parcheggio della sede dei federali, con un ordigno pronto a esplodere.
- Ascolti USA: 4.92 milioni[18]

## Prepararsi all'impatto
- Titolo originale: Brace for Impact
- Diretto da: Frederick E. O. Toye
- Scritto da: David Guggenheim

### Trama
Hannah si mette alla guida del furgone contenente l'esplosivo, riuscendo a farlo esplodere sott'acqua. Tom dà l'ordine di arrestare Lloyd, ma quando la squadra dell'FBI raggiunge la residenza del presidente della Browning-Reed, questi risulta fuggito. Aaron difende il presidente in televisione, accusando Bowman di voler lucrare sulle omissioni di Tom per guadagnare consensi. Leonard si accinge a pubblicare un nuovo articolo, stavolta sull'arresto di Jason nello Studio Ovale per l'assassinio di Nassar.
La talpa riesce a creare un'identità falsa per Lozano, consentendogli di entrare al Pentagono. Tom chiede a Leonard di posticipare l'uscita dell'articolo, mancando alcuni tasselli fondamentali che potranno essere colmati solamente a operazione conclusa. Aaron, che ha smesso di lavorare per Hookstraten da quando è diventata segretario dell'istruzione, fa visita al generale Cochrane per avere delucidazioni sulla procedura della scelta di Tom come "sopravvissuto designato". Hannah si lancia all'inseguimento di Lozano, uscito dal Pentagono dopo essersi appropriato di alcuni documenti riservati, innescando un corpo a corpo che porta alla sua morte; prima di spirare, Lozano pronuncia le parole nessuna vittoria senza sacrificio. Leonard accetta l'esortazione di Tom a non pubblicare l'articolo, pur rimarcando che continuerà a fare il cronista rompiscatole. Hannah trova una e-mail di Jason in cui il superiore aveva scoperto l'identità della talpa alla Casa Bianca, il consulente per la Sicurezza nazionale Jay Whitaker.
I federali arrestano numerose cellule di sovversivi in tutti gli Stati Uniti. Appurato che è stato Whitaker a farlo nominare "sopravvissuto designato", Tom chiede ad Aaron di tornare a lavorare per lui con un nuovo incarico. Il presidente tiene un discorso al Congresso per rivelare finalmente la verità, cioè che i responsabili dell'attentato sono i seguaci di Lloyd, e lodare lo straordinario impegno con cui gli Stati Uniti hanno saputo superare questa sfida drammatica. Tornato alla Casa Bianca, dove ha riabbracciato i figli, Tom è convocato nella Sala delle operazioni perché Lozano è riuscito ad hackerare i server del Pentagono, passando tutte le informazioni sulla difesa a Lloyd che non è stato ancora rintracciato.
- Ascolti USA: 5.07 milioni[19]